# اطلس مایور

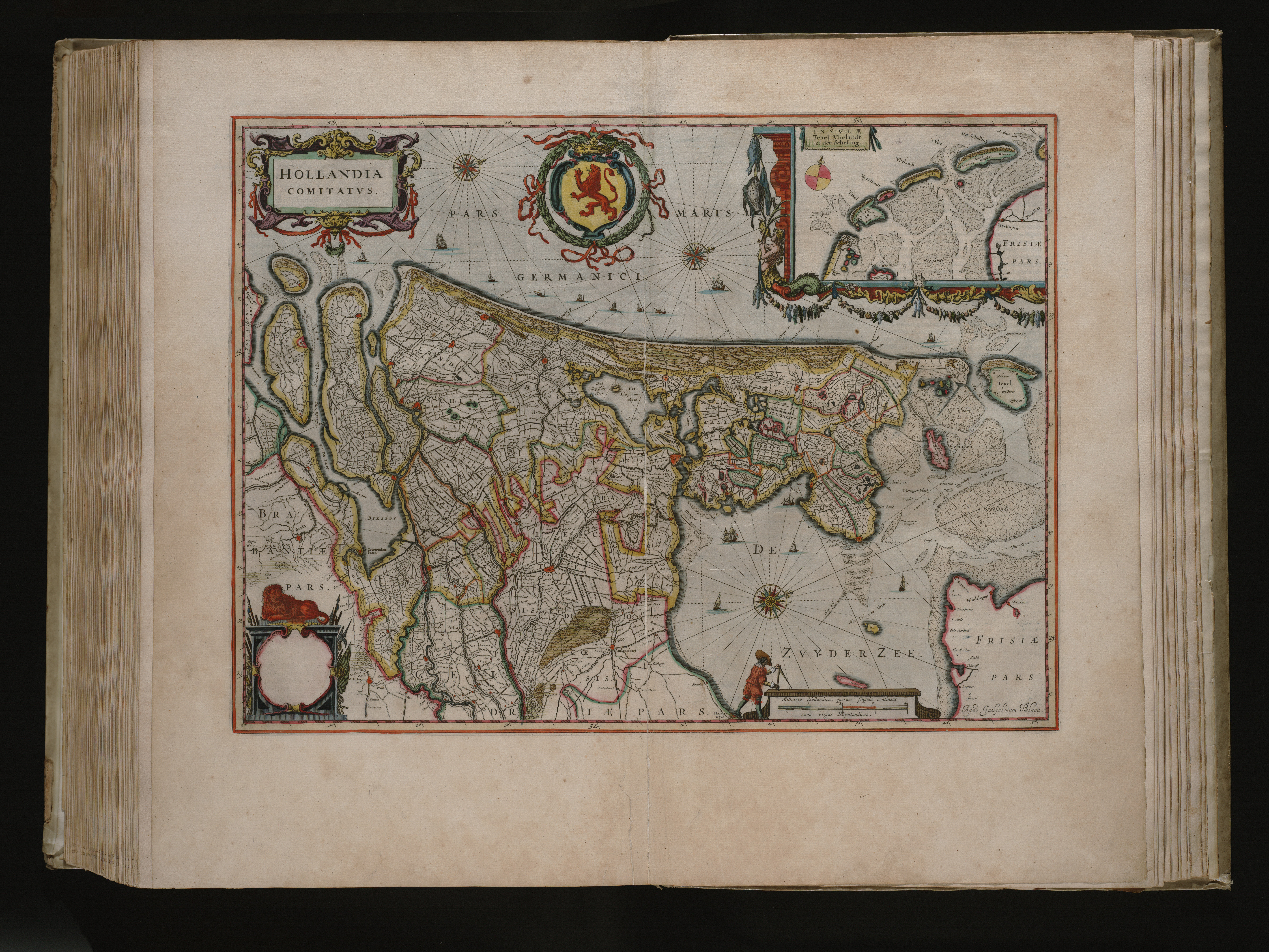
اطلس بلائو

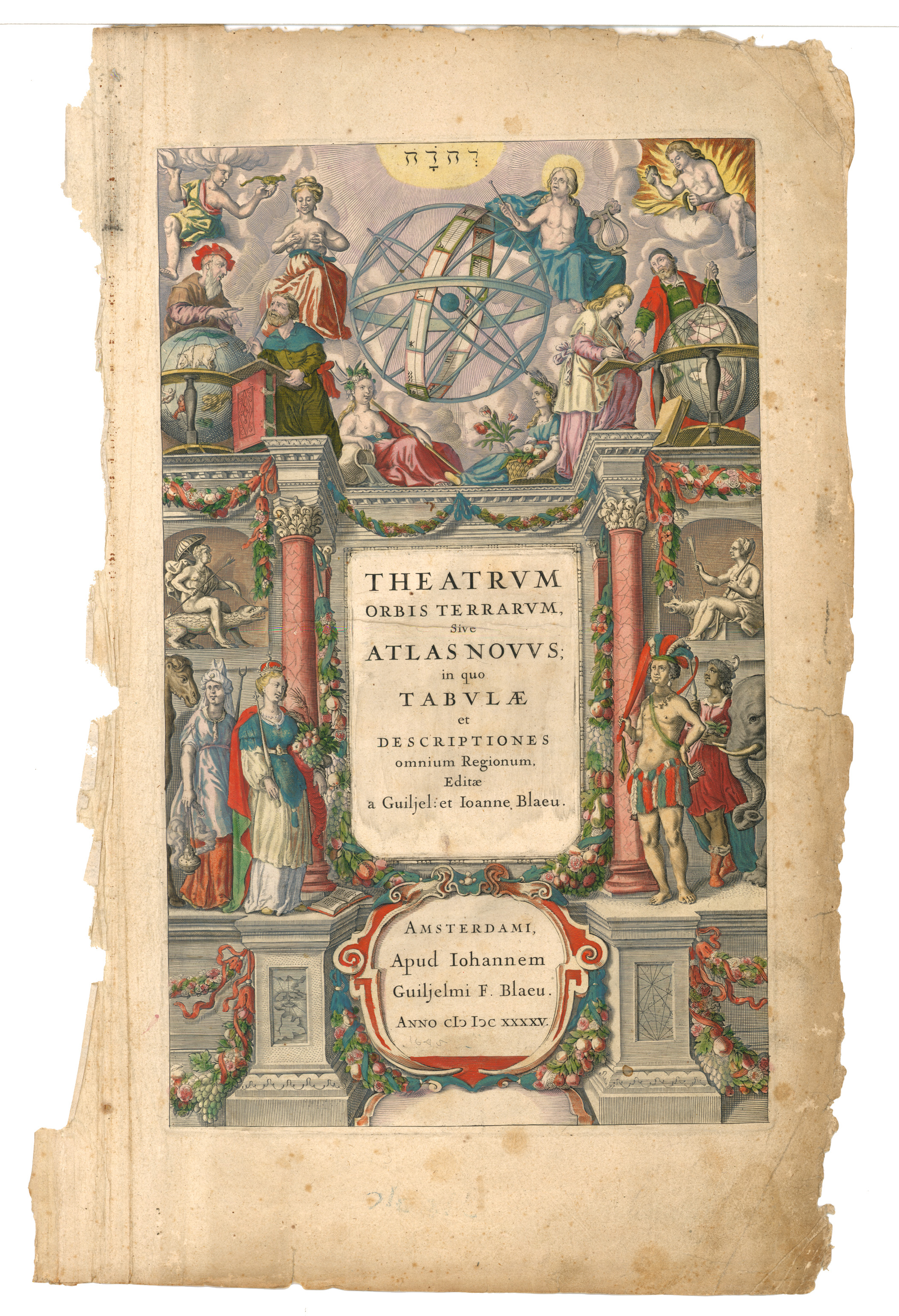
صفحه اول اطلس نووس، پیشرو اطلس مایور، ۱۶۴۵

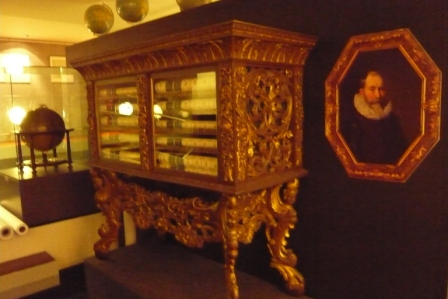
اطلس جان و ویلم بلائو در ۱۱ جلد با صحافی چرمی سفید با ورق طلا و صندوق مخصوص برای نگه داشتن آن، در کنار پرتره ویلم بلائو، کپی در مجموعه‌های ویژه دانشگاه آمستردام

اطلس مایور (لاتین: Atlas Maior)نسخه نهایی اطلس خوان بلائو است که در آمستردام بین سال‌هایی ۱۶۶۲ تا ۱۶۷۲ به زبان‌های لاتین (۱۱ جلد)، فرانسوی (۱۲ جلد)، هلندی (۹ جلد)، آلمانی (۱۰ جلد) و اسپانیایی (۱۰ جلد) منتشر شد. شامل ۵۹۴ نقشه و حدود ۳۰۰۰ صفحه متن است.
این بزرگترین و گرانترین کتاب منتشر شده در قرن هفدهم بود. پیش از این، نسخه‌های بسیار کوچکتر، با عنوان تئاتر گلوب یا نقشه اطلس از سال ۱۶۳۴ به بعد منتشر شد. مانند: اثر آبراهام اورتلیوس، اطلس مایور به‌طور گسترده به عنوان شاهکاری از عصر طلایی نقشه‌برداری هلندی (۱۵۷۰–۱۶۷۰) در نظر گرفته می‌شود.

## تاریخچه
در حدود سال ۱۶۰۴ ویلم بلائو در آمستردام مستقر شد و مغازه ای در دامراک افتتاح کرد و در آنجا ابزارهای علمی، کره جغرافیایی و نقشه‌ها را تولید و فروخت. او همچنین ناشر، ویراستار و حکاک بود.
در سال ۱۶۲۹، ویلم بلائو صفحات مسی چندین ده نقشه را از جودوکوس هوندیوس دوم خریداری کرد. پس از آن، او یک پیوست آتلانتیس به اطلس مرکاتور در سال ۱۶۳۰ منتشر کرد که شامل ۶۰ نقشه بود، اما متنی نداشت. سال بعد نسخه جدیدی با ۹۸ نقشه و متن توصیفی به زبان لاتین منتشر شد.
ویلم و پسرش جوآن بلائو در یک روزنامه آمستردام اعلامیه ای عمومی دادند که اطلس کامل خود را در سال ۱۶۳۴ منتشر خواهند کرد. اولین اطلس آنها در سال ۱۶۳۵ تکمیل شد و در چهار نسخه مختلف ظاهر شد؛ Novus Atlas (نسخه آلمانی، ۲۰۸ نقشه در دو جلد)، sive, Atlas Novus (نسخه لاتین، ۲۰۷ نقشه در دو جلد؛ عنوان اشاره به Theatrum Orbis Terrarum Ortelius), Toonneel des Aerdrycks (همچنین چاپ هلندی۲۰۷) نقشه‌ها در دو جلد) و در نهایت Theater du Monde ou Nouvel Atlas (نسخه فرانسوی، ۲۰۸ نقشه در دو جلد (مانند نسخه آلمانی)).
پس از مرگ پدرش در سال ۱۶۳۸، جوآن به کار مجدد و گسترش اطلس ادامه داد. یک نسخه سه جلدی از سال (۱۶۴۰) به بعد منتشر شد. جوآن بعداً اطلس انگلستان را با نقشه‌های جان اسپید، اطلس اسکاتلند (۱۶۵۴) با نقشه‌های تیموتی پونت و رابرت گوردون، و اطلس جدید چین (لاتین: Novus Atlas Sinensis) مارتینو مارتینی (۱۶۵۵) منتشر کرد که به ترتیب به عنوان چهارمین نقشه اضافه شدند. جلد پنجم و ششم اطلس نووس بلائو بودند.
نسخه نهایی اطلس با نام اطلس مایور منتشر شد و شامل ۵۹۴ نقشه بود؛ یازده نخسه لاتین: (Geographia qvæ est cosmographiæ Blavianæ)، دوازه نخسه فرانسوری: (Le grand atlas ou Cosmographie blaviane, en laquelle est exactement descritte la terre, la mer et le ciel)، نه نحسه هلندی: (Grooten atlas, oft werelt-beschryving, in welcke 't aertryck, de zee en hemel wordt vertoont en beschreven)، یا ده جلد نخسه آلمانی. نسخه نهایی اطلس مایور بزرگترین و گسترده‌ترین کتاب منتشر شده در قرن هفدهم بود. اولین جلدها در سال ۱۶۶۲ منتشر شد، آخرین جلد در سال ۱۶۶۵ به پایان رسید، اگرچه جوآن به کار دوباره چندین جلد ادامه داد. او همچنین شروع به ایجاد یک نسخه اسپانیایی ۱۲ جلدی کرد، اما تنها ۱۰ جلد آن به پایان رسید.
با این حال، این اطلس ۹ تا ۱۲ جلدی تنها به عنوان اولین قسمت از یک اثر بسیار بزرگتر در نظر گرفته شده بود که با عنوان کامل اطلس نشان داده شده‌است: اطلس مایور، sive Cosmographia Blaviana, qua solum ,salum, coelum, accuratissime describuntur(اطلس بزرگ یا کیهان نگاری بلائو که در آن به‌طور دقیق زمین، دریا و آسمان توصیف شده‌است) قسمت دوم (دربارهٔ سواحل، دریاها و اقیانوس‌ها) و قسمت سوم (نقشه‌های آسمان) هرگز تولید نشدند.
در سال ۱۶۷۲، آتش‌سوزی در کارگاه رخ داد. خوان بلائو سال بعد درگذشت. هیچ نسخه جدیدی از اطلس او منتشر نشد و کسب و کار خانوادگی در عرض چند سال ورشکست شد.